# Vitelleschi (famiglia)
Vitelleschi, nobile famiglia italiana di Foligno e Corneto. Deriva dalla potente famiglia dei Vitelli di Città di Castello. La famiglia si stabilì a Roma nel XVI secolo. Nel 1600 Virginia Vitelleschi si unì in matrimonio con Girolamo Nobili di Rieti, dando origine alla famiglia Nobili-Vitelleschi.

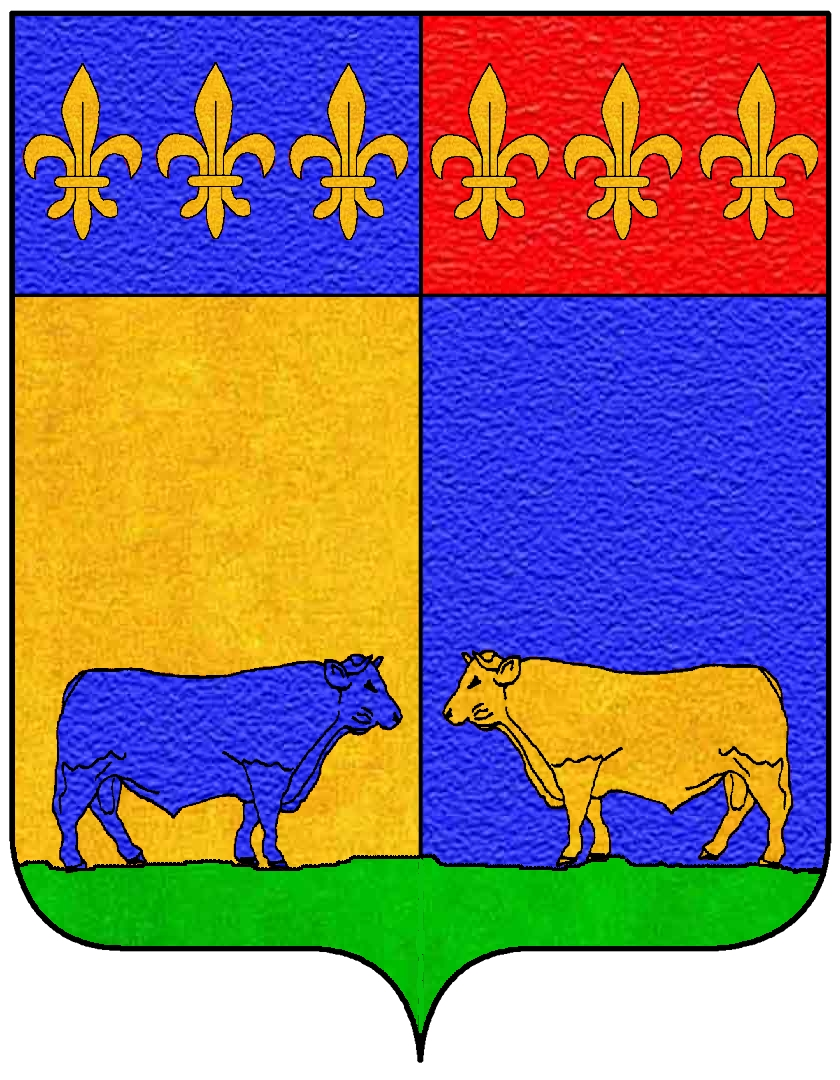
Stemma Vitelleschi

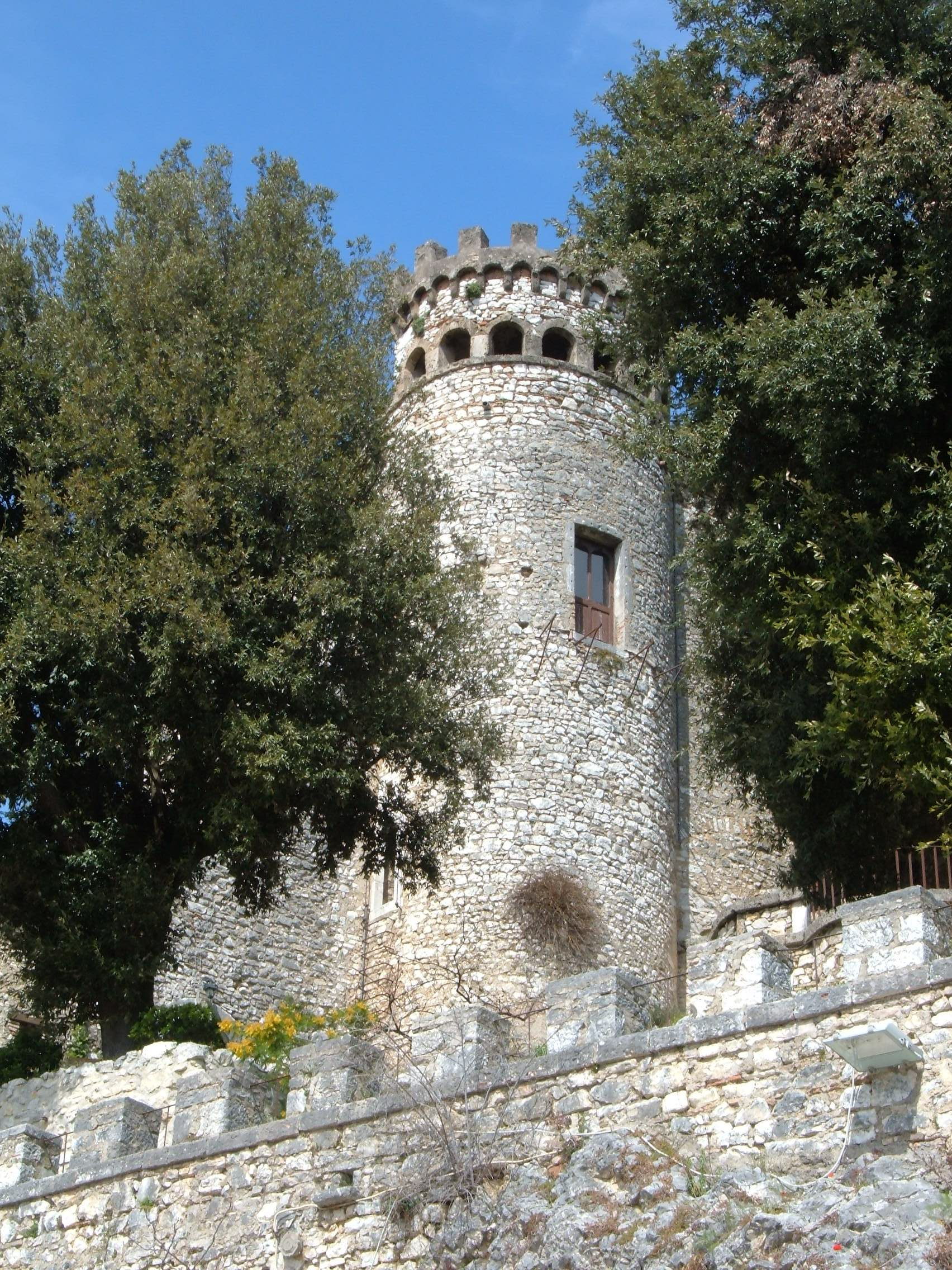
Labro, Castello Nobili Vitelleschi

## Esponenti illustri
- Giovanni Maria Vitelleschi (1390-1440), cardinale e condottiero
- Bartolomeo Vitelleschi (1410-1463), vescovo
- Muzio Vitelleschi (1563-1645), preposito generale dell'ordine dei Gesuiti dal 1615 alla morte
- Salvatore Nobili Vitelleschi (1818-1875), cardinale
- Francesco Vitelleschi Nobili (1829-1906), senatore

## Proprietà della famiglia
- Palazzo Vitelleschi a Tarquinia
- Palazzo Nobili Vitelleschi a Labro
- Palazzo Verospi Vitelleschi a Roma

## Arma
Partito d'oro e di azzurro, a due vitelli dell'uno nell'altro, affrontati e passanti sopra un terreno di verde; col capo semipartito d'azzurro e di rosso, caricato di sei gigli d'oro, ordinati in fascia.